# Jelastic
Jelastic — поставщик облачных услуг, который сочетает в себе PaaS (Platform-as-a-Service) и CaaS (Container-as-a-Service) модели в одном пакете для хостинг-провайдеров, телекоммуникационных компаний, предприятий и разработчиков.  Jelastic доступен в качестве публичного облака в более чем 60 центрах обработки данных по всему миру, частного облака (виртуального и локального), гибридного и мульти облака. Платформа обеспечивает поддержку Java, PHP, Ruby, Node.js, Python, .NET, Go и других сред, а также кастомных контейнеров Docker.

## История
Компания была основана в 2011 году как публичное облако. Первоначально это был PaaS, специально предназначенный для Java-хостинга. В 2012 году компания получила премию Java Duke Choice Award.
В 2013-2015 годах платформа добавила поддержку PHP, Ruby, Python, Node.js, .NET и поддержки контейнеров Docker. Последнее дополнение языков программирования было в 2017 году путем интеграции GoLang. В 2014 году было введено частное облачное решение, а в 2015 году платформа уже использовалась как гибридное и мульти облако.
Jelastic закрыл ряд раундов финансирования от Runa Capital, Almaz Capital Partners и Foresight Ventures и Maxfield Capital.
В 2013 году, Jelastic объявил о найме Марк Збиковски, бывшего архитектора Microsoft и разработчика MS-DOS, в качестве старшего советника. В июле 2013 года Расмус Лердорф, создатель PHP, присоединился к Jelastic в качестве старшего советника.
В ноябре 2014 года к команде Jelastic присоединился создатель языка программирования Java Джеймс Гослинг.

## Услуги

### Основные функции
- Гиперконвергентное решение с интегрированными ресурсами вычислений, хранения, сетей и виртуализации
- Доступен как публичное, частное, гибридное и мульти облако
- Поддержка микросервисов и традиционных приложений с нулевыми изменениями кода
- Веб-портал разработчика для легкой настройки, масштабирования и обновления среды
- Автоматическое вертикальное и горизонтальное масштабирование в зависимости от нагрузки приложений
- Расширенное мульти облачное и мульти региональное управление с одной панели
- Автоматизированные процессы непрерывной интеграции, доставки и обновления
- Более 50 сертифицированных программных стеков в контейнерах из коробки
- Управляемые многопользовательские Docker контейнеры
- Живая миграция рабочих нагрузок между регионами или облаками с нулевым временем простоя
- Маркетплейс с предварительно настроенными приложениями, надстройками и кластерными решениями
- Открытый API, CLI и SSH доступ для более сложных конфигураций и управления
- Интеграция с Git, SVN и CI / CD инструментами и сервисами
- Cloud Scripting для автоматизации процессов и событий
- Комплексный механизм биллинга, квот и политики контроля доступа
- Встроенные средства мониторинга и устранения неполадок

### Поддерживаемые технологии
- Языки: Java, PHP, Ruby, Node.js, Python, .NET, Go
- Виртуализация: Docker, Virtuozzo
- Load-Balancers: nginx,[15] Apache, HAProxy, Varnish
- Серверы приложений: Tomcat, GlassFish, Jetty, Payara, Apache, NGINX PHP, NGINX Ruby, SmartFoxServer, Railo, SpringBoot, TomEE, WildFly (JBoss)
- Базы данных: MySQL, MariaDB, Percona, PostgreSQL, Redis, Neo4j, MongoDB, Cassandra, CouchDB, OrientDB
- VPS: CentOS, Ubuntu, Windows VPS
- Дополнительно: Apache Maven, memcached, Storage
- Интегрированные IDE: IntelliJ IDEA,[16] Eclipse,[17] NetBeans

### Установка
Платформа может быть установлена на «голом железе» или любом IaaS в качестве публичного, виртуального частного, локального частного, гибридного или мульти облака.
Jelastic PaaS может быть установлен и полностью настроен операционной командой Jelastic, или это может быть выполнено автоматически поверх Google Cloud и MS Azure, а также поверх «голого железа» с использованием образа ISO.
Конфигурация платформы включает интеграцию с биллинговыми системами, такими как WHMCS, Odin System Automation, Cleverbridge или пользовательский биллинг, если требуется.

### Модель ценообразования
Jelastic предлагает модель ценообразования с оплатой по мере использования в публичном облаке. Ресурсы оплачиваются почасово: оперативная память и процессор (клаудлет как единица измерения), дисковое пространство, внешний трафик, публичный IP и SSL. Цена для каждой единицы ресурсов зависит от выбранного хостинг-провайдера и может быть определена за месяц, день или час в пределах панели разработчиков. Расходы на облачный хостинг можно отслеживать и оптимизировать с использованием встроенных платежных данных для всей учетной записи или конкретного приложения.
Частная облачная установка ежемесячно взимается на базе лицензий на физический сервер. Существует два типа лицензирования - для установки с последующим самоуправлением и для установки с предоставленными услугами управления.
Партнерство с поставщиками услуг основано на модели франшизы с распределением доходов.

### Клиенты
Jelastic установлен широким кругом хостинг-провайдеров и телекоммуникационных компаний, среди которых DataCenter Finland, Telecom Italia, eApps, Locaweb, PrimeTel, Layershift, Elastx, innofield и другие.
Кроме того, Jelastic используется системными интеграторами и компаниями из разных сфер (финансы, программное обеспечение, спорт, игры и т. Д.), такими как: FA Solutions, Совет Международной футбольной ассоциации, GMV, G5 Games, Miele, Phillips Lightening и другие.